# Freesia viridis
Freesia viridis is een soort uit de lissenfamilie (Iridaceae). De plant heeft half oprecht staande bladeren en kan een groeihoogte van 10 tot 30 centimeter bereiken. De bloeiwijze is een aar met daarin groenkleurige bloemen. De bloemen kunnen sterke tinten hebben van bruin of kastanjebruin.
De soort komt voor in Namibië en de Zuid-Afrikaanse Kaapprovincie. Hij wordt aangetroffen op graniet, leisteen of kalksteenontsluitingen nabij de kust, waar hij groeit in begroeiingstypes als fynbos en Succulenten-Karoo.